# インドブッポウソウ
インドブッポウソウ （学名：Coracias benghalensis）は、ブッポウソウ目ブッポウソウ科に分類される鳥類の一種。

## 分布
東洋区

## 形態
全長約32cm。

## 生態
食性はおもに肉食で、昆虫やネズミ、爬虫類などを食べる。
繁殖形態は卵生。家屋の壁や軒下、樹洞などに営巣し、一度に3-5個の卵を産む。抱卵期間は約17-19日間。